# Viriat
Viriat ist eine französische Kleinstadt mit 6.955 Einwohnern (Stand: 1. Januar 2022) im Département Ain in der Region Auvergne-Rhône-Alpes. Sie gehört zum Arrondissement Bourg-en-Bresse und zum Kanton Bourg-en-Bresse-1. Die Einwohner heißen Viriatis.

## Geografie
Die Kleinstadt Viriat liegt in der Bresse, unmittelbar nördlich der Départements-Hauptstadt Bourg-en-Bresse. Sie wird vom Fluss Reyssouze und seinem Zufluss Jugnon durchquert. Umgeben wird Viriat von den Nachbargemeinden Marboz im Norden, Saint-Étienne-du-Bois im Nordosten, Jasseron im Osten, Bourg-en-Bresse im Süden, Saint-Denis-lès-Bourg im Südwesten, Polliat im Westen sowie Attignat im Nordwesten. In Viriat zweigt die Autoroute A39 von der Autoroute A 40 ab.

## Geschichte
Während des Mittelalters befand sich im damaligen Viriacus eine Niederlassung des Johanniterordens.

### Bevölkerungsentwicklung
| Jahr                       | 1962 | 1968 | 1975 | 1982 | 1990 | 1999 | 2006 | 2012 | 2021 |
| Einwohner                  | 2644 | 3012 | 3562 | 3997 | 4701 | 5288 | 5665 | 6160 | 6808 |
| Quellen: Cassini und INSEE |      |      |      |      |      |      |      |      |      |

## Sehenswürdigkeiten

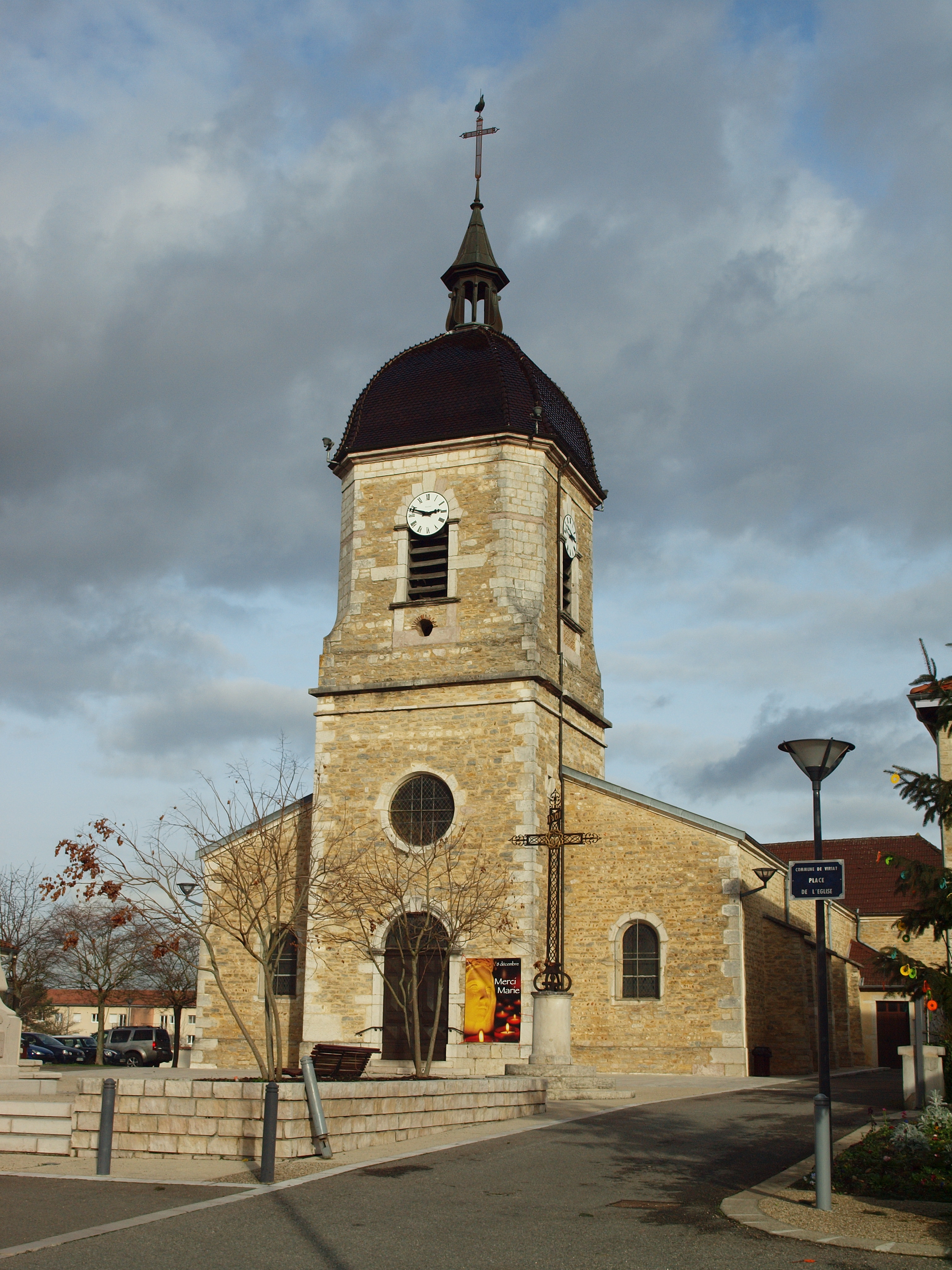
Kirche Saint-Pierre
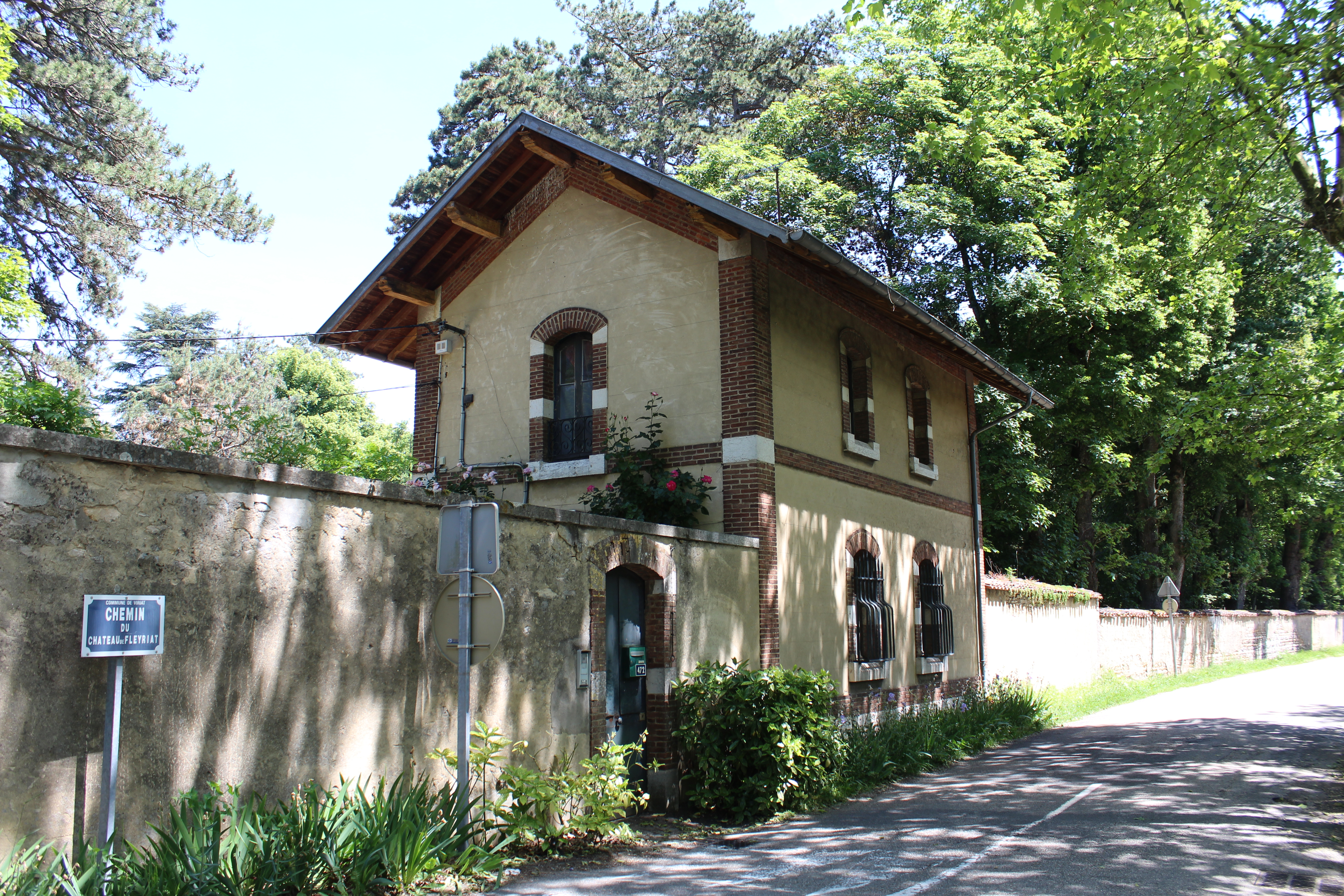
Domäne („Château“) Fleyriat, Monument historique
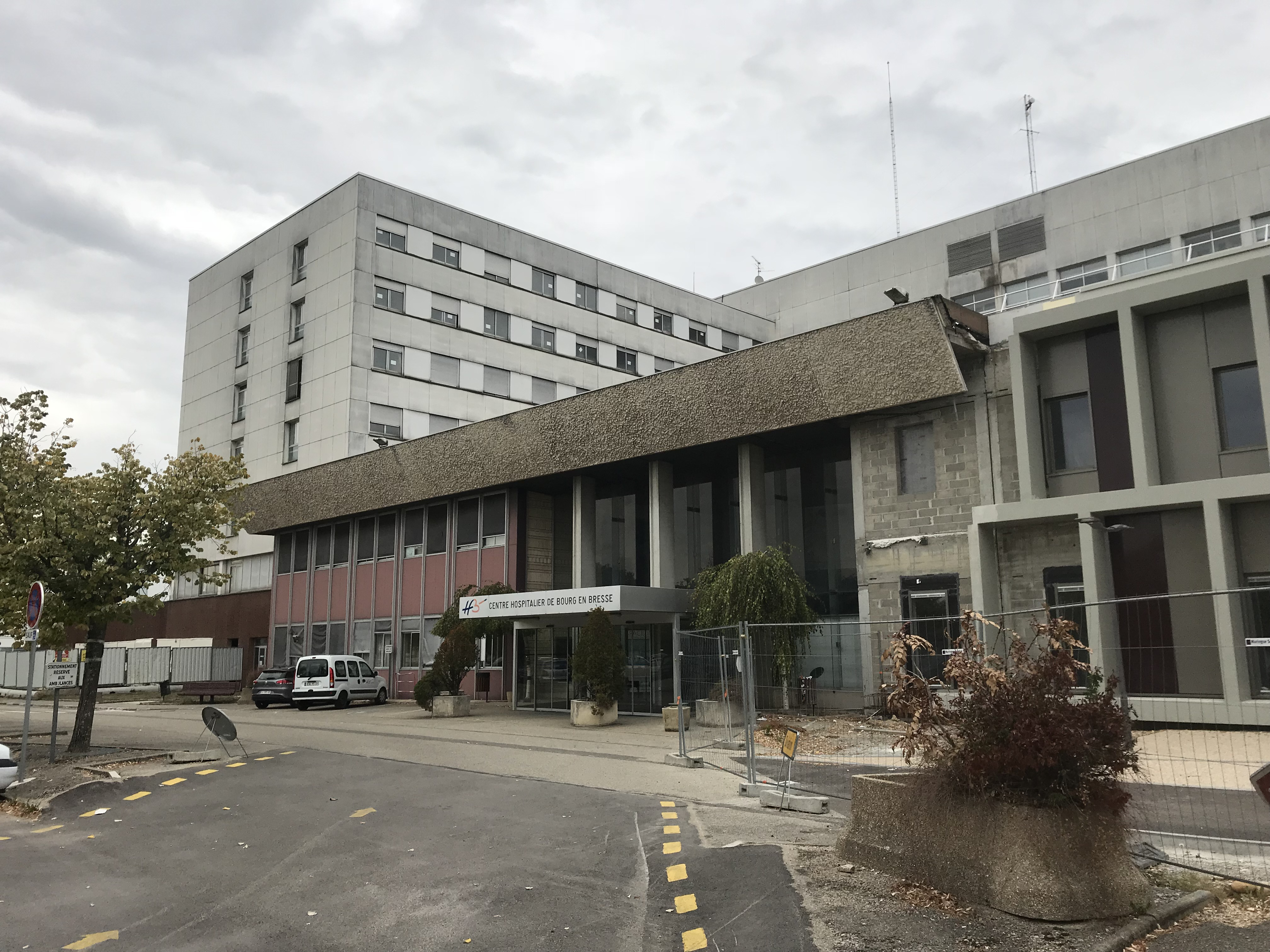
Krankenhaus
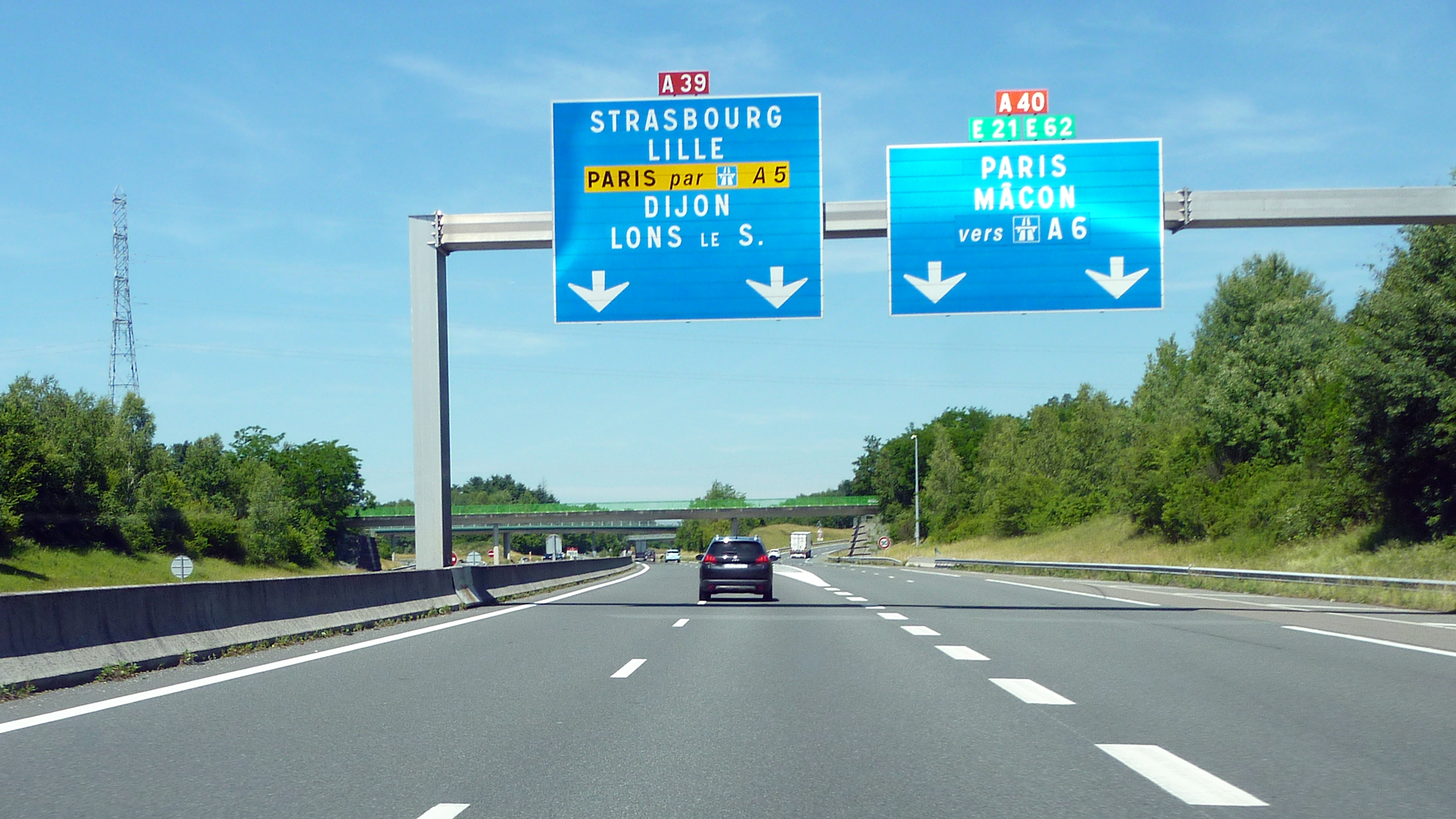
Autobahndreieck A39-A40
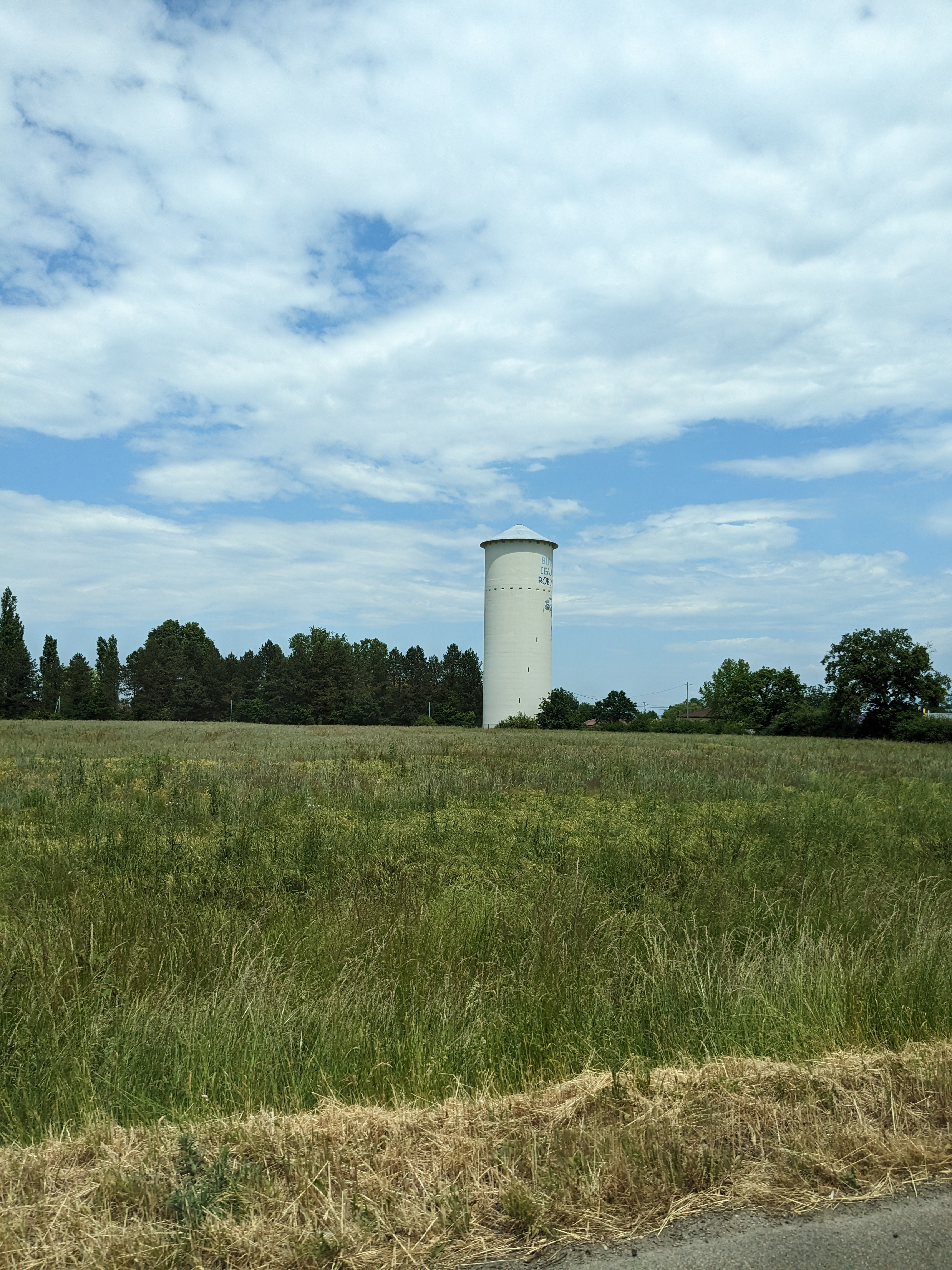
Wasserturm
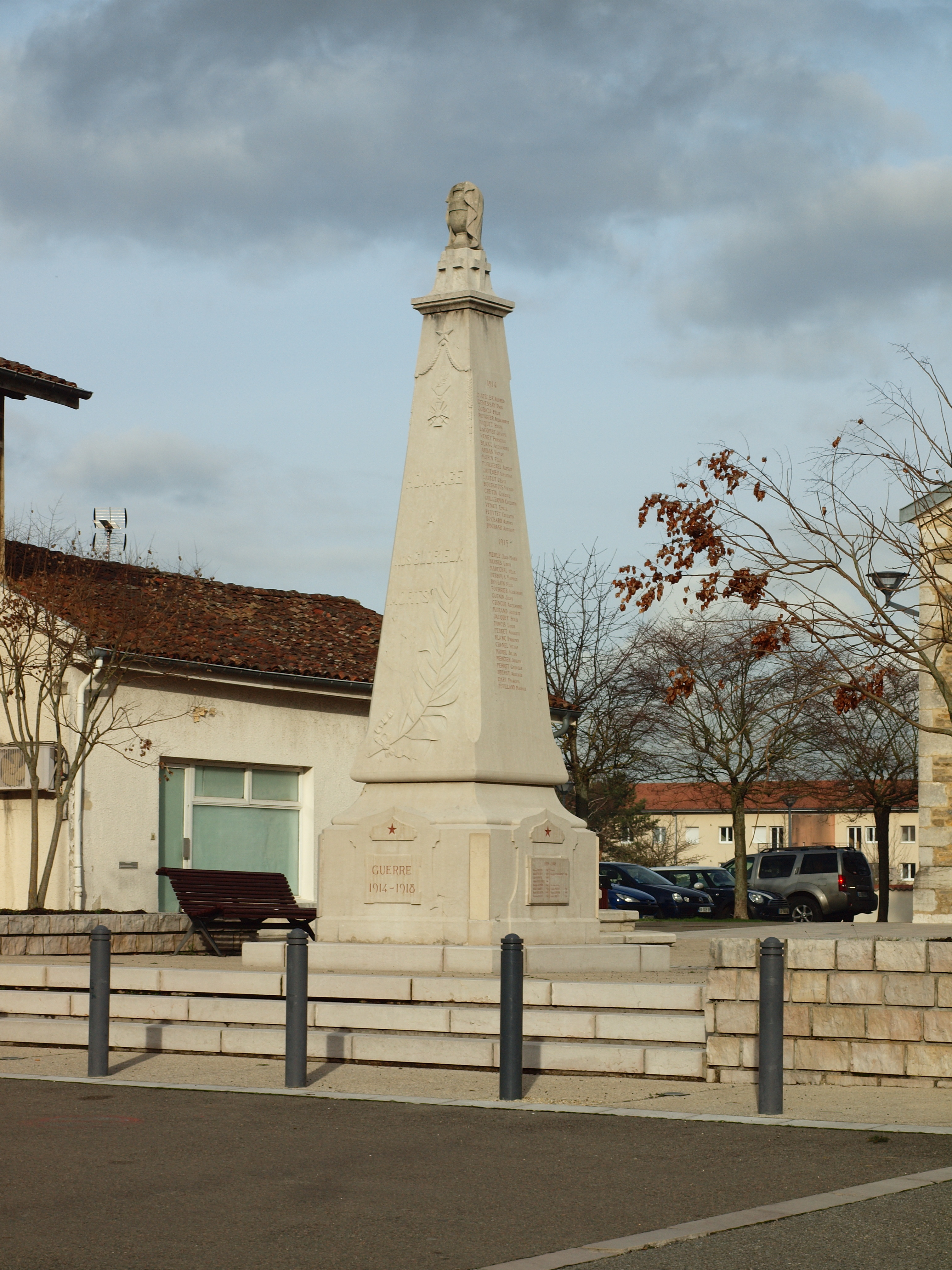
Gefallenendenkmal

- Rathaus

- Kirche Saint-Pierre
- Domäne Fleyriat
- Krankenhaus
- Autobahndreieck A39-A40
- Wasserturm
- Gefallenendenkmal

## Partnerschaften
Es bestehen seit 1989 Gemeindepartnerschaften mit der rumänischen Gemeinde Voinești im Kreis Vaslui (Region Moldau) sowie seit September 2000 mit der italienischen Gemeinde Sorbolo in der Provinz Parma (Region Emilia-Romagna).

### Besonderheit zum 14. Juli
Viriat feiert den „Quatorze Juillet“ immer erst im August, um die Heuernte nicht zu stören. Dies wurde 1880 in einem kommunalen Dekret festgelegt.

## Persönlichkeiten
- Guillaume Rufin (* 1990), Tennisspieler
- Teo Barišić (* 2004), kroatisch-französischer Fußballspieler